# Vesselsat 2
Vesselsat 2 — люксембургский навигационный спутник. Произведён компанией LuxSpace по заказу Orbcomm и запущен в Китае ракетой-носителем Великий поход-4B с космодрома Тайюань вместе с китайским спутником Цзыюань-3. Микроспутник Vesselsat 2 оснащён передатчиком Автоматической Идентификационной Системы (АИС) и предназначен для отслеживания положения морских судов. Три спутника Vesselsat после серии тестов будут включены в группировку из 18-ти спутников Orbcomm второго поколения.